# (945) Barcelona
(945) Barcelona és un asteroide del cinturó principal descobert per l'astrònom Josep Comas i Solà el 3 de febrer de 1921 des de l'observatori Fabra, Barcelona (Catalunya). Rep el seu nom en honor de Barcelona, la ciutat de naixement del seu descobridor i el lloc on es va descobrir.
S'estima que el seu diàmetre és de 25,47 ± 2,0 km. La seva distància mínima d'intersecció de l'òrbita terrestre és d'1,22643 ua. El seu paràmetre de Tisserand, TJ, és de 3,154. Les observacions fotomètriques recollides d'aquest asteroide mostren un període de rotació de 7,36 hores, amb una variació de lluentor de 10,13 de magnitud absoluta.
L'objecte dona nom a la família de Barcelona d'uns 300 asteroides rocosos que comparteixen propietats espectrals i elements orbitals semblants (n'és una característica una inclinació orbital comparativament alta).